# Pfarrhaus (Siebnach)

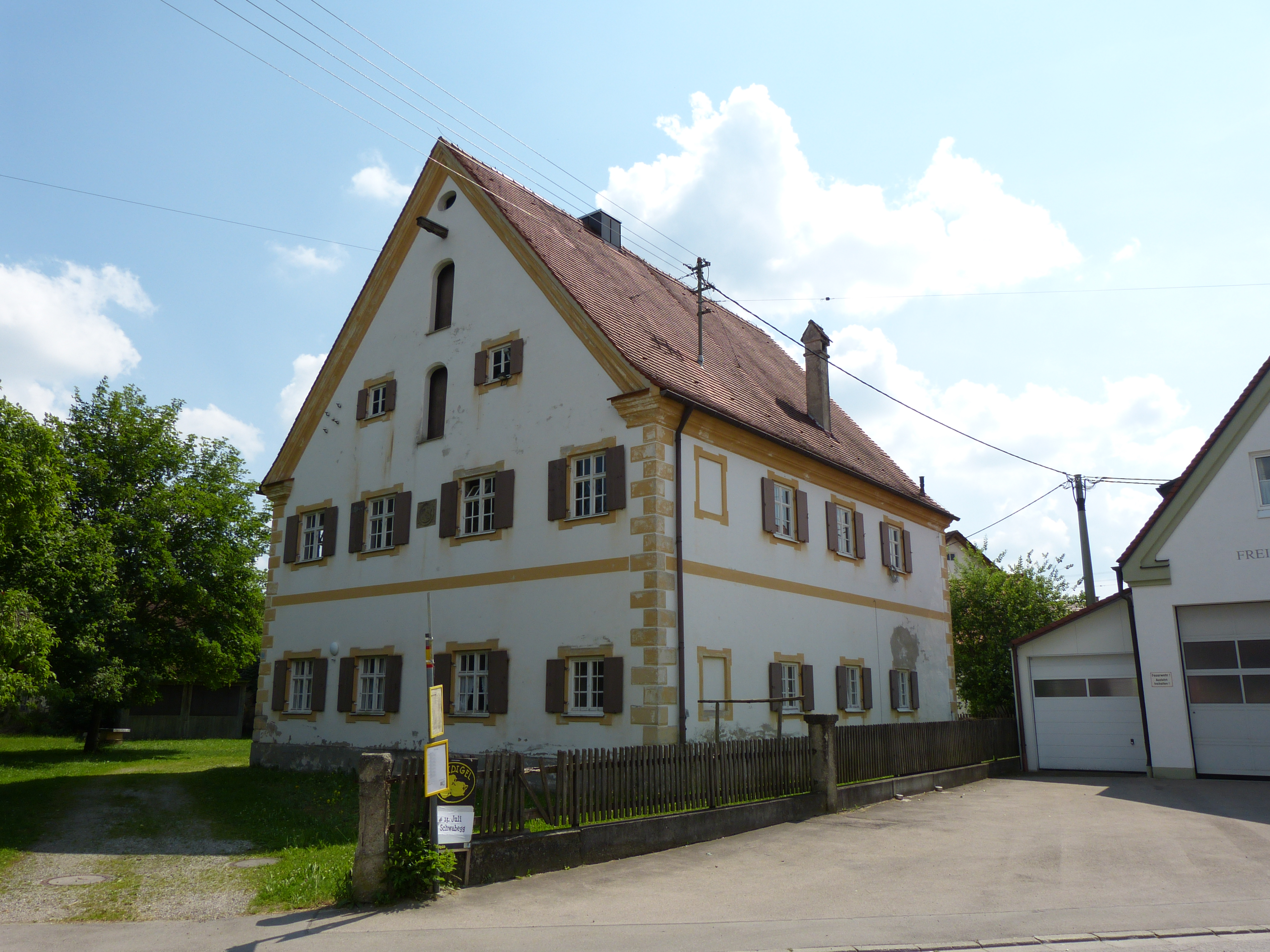
Pfarrhaus in Siebnach

Das Pfarrhaus in Siebnach, einem Ortsteil von Ettringen im Landkreis Unterallgäu im bayerischen Regierungsbezirk Schwaben, steht unter Denkmalschutz und wurde 1708 durch das Kloster Steingaden erbaut.

## Beschreibung

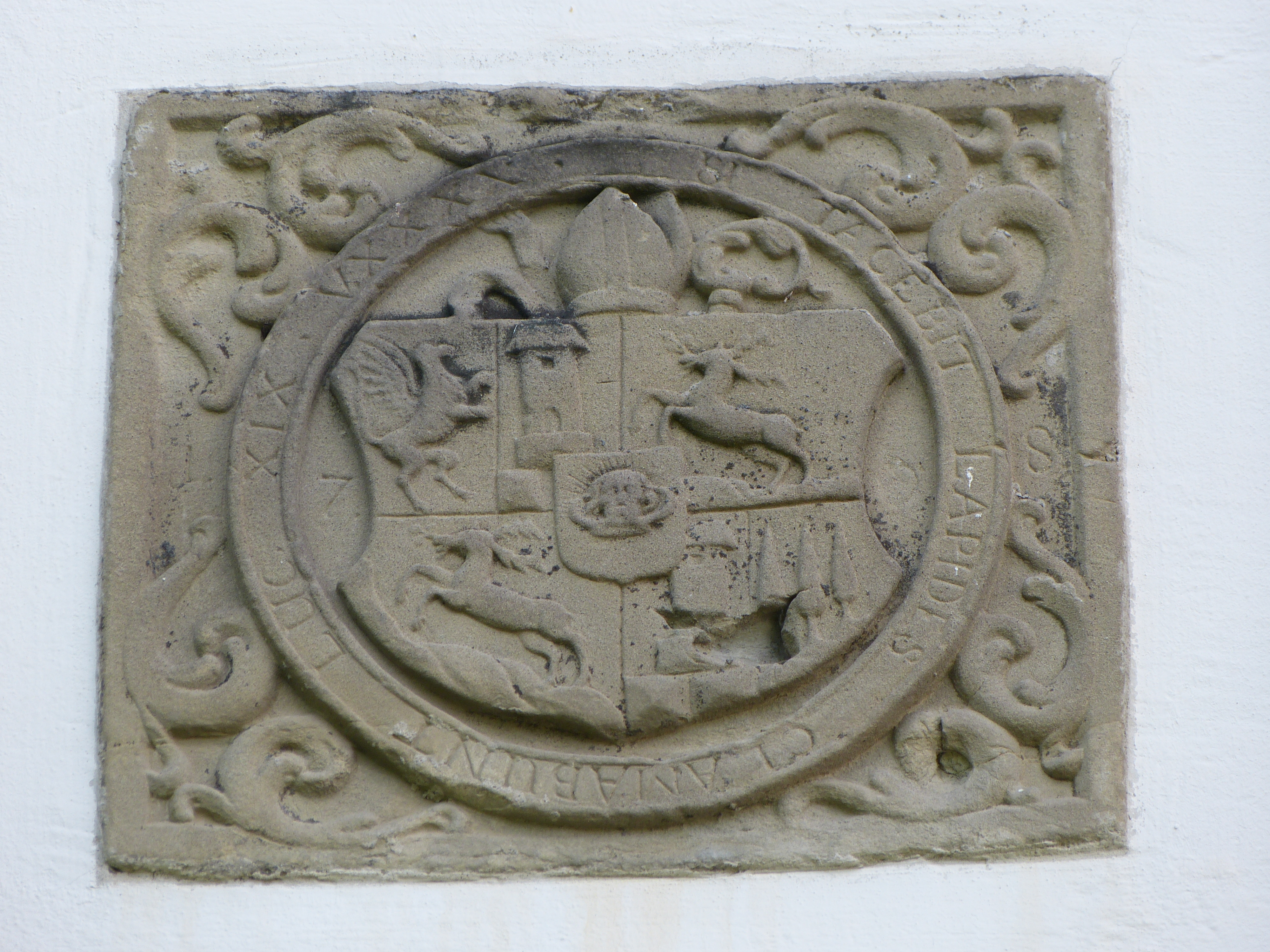
Wappen an der Ostseite des Pfarrhofes mit Jahreszahl 1708 und lateinischer Inschrift

Das zweigeschossige Gebäude besteht aus vier zu vier Fensterachsen und ist mit einem Satteldach gedeckt. Um die Fenster verläuft ein geohrter Putzrahmen, die Ecken des Gebäudes besitzen eine Putzquaderung im Zahnschnitt. Entlang der Längsseiten das Satteldaches verläuft ein profiliertes Traufgesims, das an den Giebelschrägen fortgesetzt ist. Auf der Südseite des Pfarrhauses befindet sich in der zweiten Achse von links ein korbbogiges Portal. Dieses ist von toskanischen Pilastern umgeben, darüber ein Segmentgiebel. Ein kleines ovales Fenster ist im Segmentgiebel eingelassen. Oberhalb davon befindet sich eine Muschelnische, in welcher eine gefasste Holzfigur der Immaculata, aus der Mitte des 18. Jahrhunderts, angebracht ist. In der Mitte des Obergeschosses auf der Ostseite ist eine Reliefplatte aus Sandstein eingesetzt. Diese zeigt in einem Kreisfeld das Wappen des Abtes Marianus Biechele († 1708) von Steingaden. Umlaufend ist die lateinische Inschrift SI TACEBIT LAPEDIS CLAMABUNT LVC. XIX V. XXXX (dt.: Wo er wird schweigen, da werden die Steine schreien.) angebracht. Im oberen Bereich des Ostgiebels sind zwei korbbogige, übereinanderliegende, Speicheröffnungen vorhanden.

## Nutzung
Der Pfarrhof wird von allen Vereinen, Kirchenchor, Feuerwehr, Frauenbund rege genutzt. Für Festliches (Vatertagfest, Fronleichnamsumzug, Ministrantenralley, Nikolauseinzug) Traditionelles (Kommunionstreffen, Bibelstunde, Palmbuschen, Adventskränze binden, Krippenausstellung)
Wöchentliche Gesangsproben, regelmäßige Nähstunden. Der auf dem Gelände befindliche Holzbackofen kommt bei den Feierlichkeiten sowie beim Firmantentreffen, Pfarreiensommerfest, Sternsinger Abschlussessen zum Einsatz.